# آفا كادل
آفا كادل (بالمجرية: Csáth Éva)‏ هي كاتِبة مجرية، ولدت في 15 يونيو 1956 في بودابست في المجر.

## وصلات خارجية
- الموقع الرسمي
- آفا كادل على موقع IMDb (الإنجليزية)
- آفا كادل على موقع روتن توميتوز (الإنجليزية)
- آفا كادل على موقع تيرنر كلاسيك موفيز (الإنجليزية)
- آفا كادل على موقع ديسكوغز (الإنجليزية)
- آفا كادل على موقع قاعدة بيانات الفيلم (الإنجليزية)